# MAKE IT TRUE 〜Cha-DANCE Party Vol.6
『MAKE IT TRUE 〜Cha-DANCE Party Vol.6』（メイク イット トゥルー 〜チャ-ダンス パーティー ボリュームシックス）は、東京パフォーマンスドールの6枚目のオリジナル・アルバム。1993年6月23日リリース。

## 収録曲
1. WHOOPEE DAYS
  - 作詞：佐藤ありす / 作曲：小室哲哉 / 編曲：COZY・小室哲哉
2. キスは少年を浪費する（EXTENDED Cha-DANCE MIX）
  - 作詞：売野雅勇 / 作曲・編曲：小室哲哉
3. BEYOND THE TIME
  - （木原さとみ、米光美保、篠原涼子、川村知砂）

作詞：神野々子 / 作曲：石川Kanji / 編曲：T.Tashiro-M.Kawaguchi-MST
4. SUPER YANCHA GIRLS
  - （ViVA!・市井由理、穴井夕子、八木田麻衣）
  - 作詞：森雪之丞 / 作曲：T.Tashiro-M.Kawaguchi / 編曲：T.Tashiro-M.Kawaguchi-MST
5. BE BORN
  - 作詞：松井五郎 / 作曲：羽田一郎 / 編曲：COZY
6. SLASH DANCE（CYBER LIVE MIX）
  - （米光美保、川村知砂、市井由理、八木田麻衣）
  - 作詞：前田たかひろ / 作曲・編曲：COZY
7. TWILIGHT TIME
  - （木原さとみ、市井由理、穴井夕子、八木田麻衣）
  - 作詞：in Voice / 作曲：Thousand sketcheS / 編曲：T.Tashiro-M.Kawaguchi-MST
8. ガラスの街の奇妙な一日
  - （UL-SAYS・米光美保、篠原涼子、穴井夕子）
  - 作詞：KAYOKO / 作曲：in Voice / 編曲：T.Tashiro-M.Kawaguchi-MST
9. RUBY CHASE
  - （GOLBIES・木原さとみ、篠原涼子、川村知砂）
  - 作詞：浅田有理 / 作曲：清岡千穂 / 編曲：T.Tashiro-M.Kawaguchi-MST
10. MAKE IT TRUE
  - 作詞：松井五郎 / 作曲：小室哲哉 / 編曲：COZY